# Charlie Crist
Charles Joseph Christie Jr., também conhecido como Charlie Crist (Altoona, Pensilvânia, 24 de julho de 1956) foi entre 2007 a 2011 governador da Flórida, eleito pelo Partido Republicano.
Concorreu em 2010 para o senado como um independente, sendo derrotado pelo republicano Marco Rubio.